# يوي اوكادا
يوي اوكادا (باليابانية: 岡田唯؛ بالكانا: おかだ ゆい) هي تارينتو وعارضة ومتسابقة الملكة يابانية، ولدت في 28 ديسمبر 1987 في ياو في اليابان.

## وصلات خارجية
- الموقع الرسمي
- يوي اوكادا على موقع ميوزك برينز (الإنجليزية)
- يوي اوكادا على موقع ديسكوغز (الإنجليزية)
- يوي اوكادا على موقع قاعدة بيانات الفيلم (الإنجليزية)